# Laureà Pérez Ciudad
Laureà Pérez Ciudad   (Madrid, 11 de novembre de 1934) és un sindicalista i polític català d'origen madrileny establert des de petit a Tarragona.
El 1936 es traslladà amb la seva família a Tarragona i el 1958 va emigrar a Alemanya, on va estudiar peritatge naval a l'Escola Tècnica Naval de Bremen. Durant la seva estada a Alemanya es va afiliar al sindicat al sindicat IG Metall i al Partit Socialdemòcrata Alemany (SPD), del que en fou membre del departament d'immigració.
El 1969 va tornar i s'establí a Tarragona. Ingressà a la UGT de Catalunya i assolí la secretaria del Sector del Metall de la Unió Comarcal de Tarragona de 1978 a 1980. També ha estat president de la secció d'atletisme del Gimnàstic de Tarragona.
El 1976 va afiliar-se a la Federació Catalana del PSOE, de la que va passar al PSC-PSOE el 1978. Fou elegit diputat dins les llistes del PSC-PSOE per la circumscripció de Tarragona a les eleccions al Parlament de Catalunya de 1980 i 1984. Durant el seu mandat ha estat membre de la comissió d'Agricultura, Ramaderia i Pesca, de la comissió d'investigació sobre la central nuclear d'Ascó i de la comissió de Control Parlamentari de l'Actuació de la Corporació Catalana de Ràdio i Televisió i de les Empreses Filials.